# Чешка съпротива
Чешката съпротива е съпротивително движение в Чехия по време на германската окупация през Втората световна война.
То включва множество идеологически разнородни групи, действащи срещу германското присъствие в страната. Още в началото на войната повечето некомунистически организации на Съпротивата се обединяват начело с Централно ръководство на вътрешната съпротива, в което ключова роля играят бивши офицери от чехословашката армия. Чешката съпротива води партизанска война и извършва саботажни и терористични акции, най-известна сред които е убийството на Рихард Хайдрих. В самия край на войната тя организира и масовото Пражко въстание.